# دوري السوبر السويسري 1981-82
دوري السوبر السويسري 1981-82 هو الموسم 84 من دوري السوبر السويسري. أشرف على تنظيمه دوري السوبر السويسري، وكان عدد الأندية المشاركة فيه 16، وفاز فيه نادي غراسهوبر زيوريخ.